# Stazione di Guardiella
La stazione di Guardiella è stata una stazione ferroviaria posta sulla linea Jesenice-Trieste (Transalpina). Serviva il centro abitato di Guardiella, frazione di Trieste.

## Storia
La stazione venne attivata nel 1906, come parte della linea Jesenice-Trieste, con il nome di Guardiella.
Dopo la prima guerra mondiale, con l'annessione della Venezia Giulia al Regno d'Italia, la linea passò sotto l'amministrazione delle Ferrovie dello Stato e la denominazione della stazione rimase Guardiella.
Dopo la seconda guerra mondiale nel 1946 fu sospeso il servizio viaggiatori, mentre il servizio merci sopravvisse fino agli anni '60 specie per il trasporto di ghiaia della vicina cava Faccanoni, raccordata con una breve decauville.
Successivamente lo scalo (un binario), venne smantellato; gli edifici dell'ex impianto, tuttora in buone condizioni, sono stati adibiti ad abitazioni private e magazzini.